# Charlie Yelverton
Charles W. Yelverton, detto Charlie (New York, 5 dicembre 1948), è un ex cestista e allenatore di pallacanestro statunitense, professionista nella NBA, in Italia e in Svizzera.

## Carriera

Charlie Yelverton a Varese.

Ebbe una breve parentesi nella NBA: venne scelto dai Portland Trail Blazers come ottava scelta del secondo giro, nel draft NBA 1971. Ma la sua esperienza nel massimo campionato fu breve, in quanto, aderendo alla protesta nera, prima di una partita, si rifiutò di alzarsi al momento dell'inno. Venne subito cacciato e per sbarcare il lunario si adattò a lavori modesti come il guidatore di taxi.
Dopo una breve esperienza in Grecia approdò in Italia e fu acquistato dall'Ignis Varese, grazie all'allenatore Sandro Gamba che vedeva in lui l'erede di Manuel Raga. Nella stagione 1974-75 fu impiegato come "straniero di coppa" in quanto all'epoca in campionato era consentito l'utilizzo di un solo giocatore proveniente da federazione estera. Grazie al suo contributo Varese vinse la sua terza Coppa dei Campioni. Dopo un anno di militanza nella Pintinox Brescia, ritornò a Varese dove, dal 1977-78, fu impiegato anche in campionato.

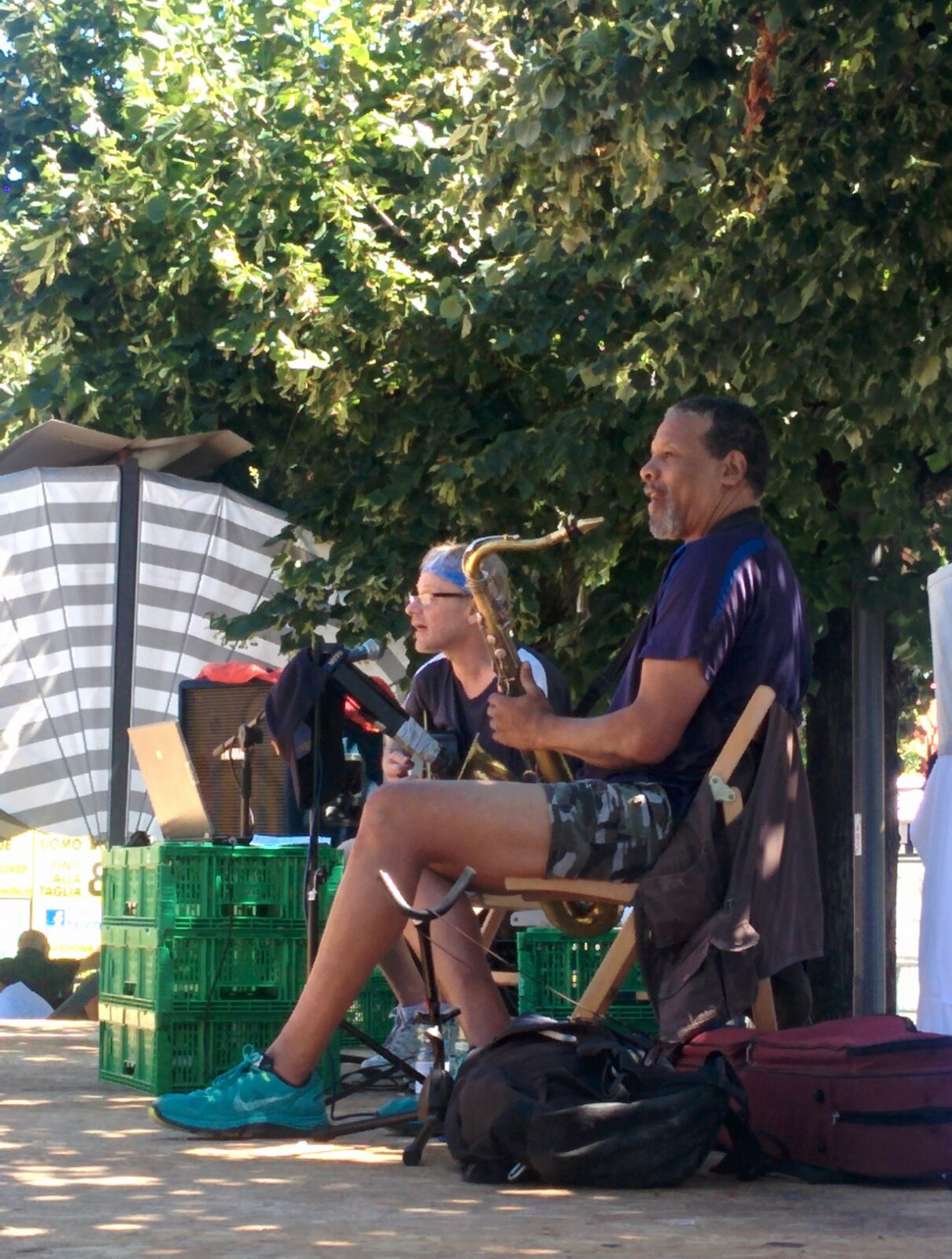
Yelverton suona il sassofono, sua grande passione, 2016

Yelverton aveva grandi capacità: era un buon tiratore, prendeva i rimbalzi e stoppava anche. Questo gli permise di essere impiegato in più ruoli: guardia, ala e, all'occorrenza, anche playmaker grazie alla sua straordinaria capacità di palleggio. Le sue spettacolari evoluzioni entusiasmarono per anni il pubblico di Masnago.
Al termine della sua carriera varesina giocò per una stagione nel campionato svizzero con il Viganello.
Ha continuato la carriera prima da giocatore poi da allenatore presso la Robur Basket Saronno. Da giocatore ha portato la squadra a vincere il campionato di serie D senza mai perdere una partita, poi l'ha allenata dal 1987 al 1990 sempre in C1.

## Riconoscimenti
Nel 2005, a seguito di un sondaggio fra i tifosi, Yelverton è stato inserito nella Hall of fame della Pallacanestro Varese.
Il 3 febbraio 2008, in occasione del cinquantesimo anniversario di Eurolega/Coppa dei Campioni, è stato nominato nella lista dei 105 giocatori che hanno fatto la storia della competizione, da cui sono stati scelti i 50 Greatest Euroleague Contributors.
Il 21 settembre 2012 è stato inserito nella New York City Basketball Hall of Fame.
Il 15 gennaio 2015 è stato inserito nella Atlantic 10 Legends Class.
Dal 2020 vive a Cambiasca, in provincia di Verbania.

## Palmarès
- Campionato italiano: 1

Pall. Varese: 1977-78
- Coppa dei Campioni: 1

Pall. Varese: 1974-75